# Saya Kamitani
Pour les articles homonymes, voir Kamitani.
Saya Kamitani (上谷 沙弥, Kamitani Saya) est une catcheuse japonaise née le 28 novembre 1996 à Préfecture de Kanagawa. Elle travaille à la World Wonder Ring Stardom (Stardom). Au cours de sa carrière, elle remporte à deux reprises le championnat Goddesses of Stardom avec Utami Hayashishita. Elle est aussi championne Wonder of Stardom et championne World of Stardom.

## Palmarès
- Pro Wrestling Wave
  - 1 fois championne Wave Single[2]
- World Wonder Ring Stardom (Stardom)
  - 2 fois championne Goddess of Stardom avec Utami Hayashishita
  - 1 fois championne High Speed[3]
  - 1 fois championne Wonder of Stardom[4]
  - 1 fois championne World of Stardom[5]
  - Tournoi Cinderella 2021[6]